# Visby börs
Visby börs eller Langeska huset är en byggnad av medeltida ursprung i Visby på Strandgatan 10.
Byggnaden är ett stort packhus, som troligen byggdes i slutet av 1200-talet. Huset har en välvd högkällare i två plan. Över högkällaren finns en våning med tegelomfattade spetsbågiga fönster som kan ha fungerat som sommarbostad och festvåning. Över bostadsvåningen finns tre magasinsvåningar med lastportar placerade på rad under en hissbom. Fram till 1800-talet fanns bislag med bomärken från 1400-talet placerade på var sida om dörren.
Den förste kände ägaren var råd- och handelsman Olof Jönsson von Lunden, död 1687. Från slutet av 1600-talet och fram till 1832 ägdes fastigheten av olika medlemmar av släkten Lange. Rådman och vice borgmästare Carl Hindrik Lange företog 1757 en grundlig ombyggnad. På tomten uppfördes i slutet av 1600-talet en korsvirkesbyggnad med målningar av stadsmålare Johan Bartsch. I början av 1900-talet inrättades Hotell Visby Börs i fastigheten. En brand 26 februari 1936 förstörde korsvirkesdelen och skadade den övriga byggnaden. 1937 inköpte Föreningen Gotlands fornvänner byggnaden från Ångfartygsaktiebolaget Gotland.
Efter enklare reparation 1938 stod byggnaden oanvänd fram till 1944 då den uppläts till Svenska Turistföreningen som vandrarhem. I samband med detta renoverades byggnaden 1945–46 efter förslag av länsarkitekt Olle Karth. 1972–73 byggdes huset om med AMS-medel om till arbetslokaler för Riksantikvarieämbetets Gotlandsundersökningar (RAGU). 1990 inrymdes här istället Fornsalens arkiv med mera. Byggnaden byggnadsminnesförklarades 1966.
Namnet Visby Börs kommer från kvarteret som består av tre huskroppar, Börsen. Hotell Visby Börs var Visbys första turisthotell. Hotellet drevs i två av huskropparna. I den tredje huskroppen, mot Mellangatan, startade Visbys första Biograf Röda Kvarn 1908. Efter hotellets brand 1936 övertog biografen den mellersta huskroppen. Biografen lades ner för omkring 2005. 2010 köpte Minna Fröjdholm biografen Röda kvarn som upphört verksamheten. Hon byggde om biografen till hotell igen. Två år senare öppnades nya hotell Visby Börs där biografen tidigare varit. Fastigheten såldes 2016 och ny ägare utökade hotellet med ytterligare en huskropp, den mot Strandgatan som tidigare ägts av Payex. 